# 埃塞克斯鎮區 (伊利諾伊州斯塔克縣)
埃塞克斯鎮區（英語：Essex Township）是位於美國伊利諾伊州斯塔克縣的一個行政鎮區。

## 地方資料
根據2010年美國人口普查的數據，埃塞克斯鎮區的面積為93.60平方千米，當中陸地面積為93.60平方千米，而水域面積為0.00平方千米。當地共有人口603人，而人口密度為每平方千米6.44人。